# شركة رؤى المدينة
شركة رؤى المدينة القابضة هي إحدى شركات صندوق الاستثمارات العامة ومبادراته الهامة في قطاع التطوير والاستثمار العقاري التي تم تأسيسها بالمرسوم الملكي رقم (23441) بتاريخ 1438/05/1هـ للمساهمة في تحقيق أهداف رؤية المملكة 2030 من خلال تعزيز مكانة المدينة المنورة كوجهة دينية مرموقة ذات منظومة معمارية حديثة ترتقي بالمنطقة الواقعة شرق المسجد النبوي الشريف لاستضافة المزيد من الزوار واثراء رحلتهم الدينية وتجربتهم الثقافية.

## روابط خارجية
- موقع الويب.